# NCAA Division I Men’s Tennis Championships 1996
Bei den NCAA Division I Men’s Tennis Championships wurden 1996 die Herrenmeister im US-amerikanischen College Tennis ermittelt. Gespielt wurde vom 18. bis zum 26. Mai in Athens, Georgia. Als Gastgeberin fungierte die University of Georgia.

## Mannschaftsmeisterschaften
| Nr. | Spieler           | Erreichte Runde |
| --- | ----------------- | --------------- |
| 1.  | UCLA              | Finale          |
| 2.  | Stanford          | Sieg            |
| 3.  | Ole Miss          | Viertelfinale   |
| 4.  | Mississippi State | Viertelfinale   |

## Einzel
| Nr. | Spieler          | Erreichte Runde |
| --- | ---------------- | --------------- |
| 1.  | Justin Gimelstob | 1. Runde        |
| 2.  | Paul Robinson    | Achtelfinale    |
| 3.  | Roger Pettersson | 1. Runde        |
| 4.  | Cecil Mamiit     | Sieg            |
| 5.  | Jeff Salzenstein | 1. Runde        |
| 6.  | Ali Hamadeh      | Achtelfinale    |
| 7.  | Damon Henkel     | 1. Runde        |
| 8.  | Chris Groer      | Achtelfinale    |

| Nr.   | Spieler            | Erreichte Runde |
| ----- | ------------------ | --------------- |
| 9–16. | Simon Aspelin      | Viertelfinale   |
| 9–16. | Rob Chess          | 2. Runde        |
| 9–16. | Thomas Dupré       | 1. Runde        |
| 9–16. | Johan Hede         | Halbfinale      |
| 9–16. | Jan Hermansson     | Viertelfinale   |
| 9–16. | Cédric Kauffmann   | 2. Runde        |
| 9–16. | Srđan Muškatirović | Achtelfinale    |
| 9–16. | Ryan Wolters       | 2. Runde        |

## Doppel
| Nr. | Paarung                             | Erreichte Runde |
| --- | ----------------------------------- | --------------- |
| 1.  | Justin Gimelstob Srđan Muškatirović | Sieg            |
| 2.  | Paul Goldstein Jim Thomas           | Viertelfinale   |
| 3.  | Roger Pettersson Luke Smith         | Halbfinale      |
| 4.  | Troy Budgen Brad Sceney             | Viertelfinale   |

| Nr.  | Paarung                          | Erreichte Runde |
| ---- | -------------------------------- | --------------- |
| 5–8. | Ernesto Diaz Albin Polonyi       | Viertelfinale   |
| 5–8. | Jan Hermansson Nicholas Chisholm | 1. Runde        |
| 5–8. | Chris Mahony Pablo Montana       | Halbfinale      |
| 5–8. | Paul Robinson David Roditi       | Viertelfinale   |